# Jean-Paul Le Chanois
Jean-Paul Le Chanois, ursprünglich Tarnname von Jean-Paul Etienne Dreyfus (* 25. Oktober 1909 in Paris; † 8. Juli 1985 in Passy, Haute Savoie), war ein französischer Drehbuchautor und Filmregisseur.

## Leben
Le Chanois studierte einige Semester Jura, Philosophie und Psychiatrie und engagierte sich daneben bei einer avantgardistischen Theatergruppe. 1930 kam er zum Film und wurde Assistent u. a. bei den Regisseuren Anatole Litvak, Alexander Korda, Maurice Tourneur und Max Ophüls. Regie führte Le Chanois kurz vor dem Beginn des Zweiten Weltkriegs bei Dokumentationen und Wochenschaureportagen. 1939 konnte er erstmals einen Spielfilm als Regisseur gestalten, während der Zeit der deutschen Besatzung ging der gebürtige Jude Dreyfus in den Untergrund und betätigte sich in der Résistance. In dieser Zeit arbeitete Dreyfus, Tarnname Le Chanois, auch für die Produktionsfirma der deutschen Besatzungsmacht Continental-Film (Die Teufelshand). Der deutsche Continental-Chef und ehemalige Günstling von Göring und Goebbels, Alfred Greven, der von Le Chanois' jüdischer Identität wusste, hielt trotzdem seine schützende Hand über ihn. Sein filmisches Werk ist stark geprägt vom Humanismus.

## Auszeichnungen
- 1978: Ordre des Arts et des Lettres (Ritter)[3]
- 1984: Ordre des Arts et des Lettres (Komtur)[3]

## Filmografie (Auswahl)

### Regie
- 1936: Das Leben gehört uns (La vie est à nous) (zusammen mit weiteren Regisseuren) – auch Drehbuch
- 1948: Im Herzen des Sturms (Au coeur de l’orage) – Dokumentarfilm
- 1948: Wenn man die Schule schwänzt (L’école buisonnière) – auch Drehbuch
- 1949: Die Karriere der Doris Hart (La belle que voilà) – auch Drehbuch
- 1951: Ohne Angabe der Adresse (…Sans laisser d'adresse)
- 1951: Heiratsvermittlung (L’agence matrimoniale)
- 1954: Die Geflüchteten (Les évadés) – auch Drehbuch
- 1954: Papa, Mama, Katrin und ich (Papa, maman, la bonne et moi) – auch Drehbuch
- 1955: Papa, Mama, meine Frau und ich (Papa, maman, ma femme et moi) – auch Drehbuch
- 1956: Doktor Laurent (Le cas du Docteur Laurent) – auch Drehbuch
- 1957: Die Elenden (Les misérables) – auch Drehbuch
- 1960: Die Französin und die Liebe (La Française et l’amour) – Regie und Drehbuch der 7. Episode
- 1962: Mandrin, der tolle Musketier (Mandrin) – auch Drehbuch
- 1964: Monsieur
- 1966: Blüten, Gauner und die Nacht von Nizza (Le jardinier d’Argenteuil) – auch Drehbuch
- 1971: Sind Sie frei, Mademoiselle? (Madame... êtes-vous libre?) (TV-Serie) – auch Drehbuch

### Nur Drehbuch
- 1942: Die Teufelshand (La main du diable)
- 1943: Sein schwierigster Fall (Cécile est morte)
- 1947: SOS – 11 Uhr nachts (La dame d'onze heures)
- 1961: Horace 62